# Papuánská kina
Kina je zákonným platidlem ostrovního státu Papua Nová Guinea. Její ISO 4217 je PGK. Jedna setina kiny se nazývá toea. V oběhu je od roku 1975.

## Historický vývoj měn Papuy Nové Guineje
- Do roku 1914 se zde rozkládaly dvě kolonie evropských mocností a každá používala měnu svého nadřazeného celku:
  - německá marka - Německá Nová Guinea, kolonie Německa (mezi lety 1894 a 1911 byly vydávány i místní mince)
  - britská libra - Papua, kolonie Spojeného království
- 1914 - 1942 Od roku 1910 byla v Austrálii zavedena australská libra, která byla pevně svázána s britskou librou v poměru 1:1. Roku 1915 přešla Papua Nová Guinea pod australskou správu, a tak australská libra byla zákonným platidlem i zde. Zároveň se však vydávaly mince a bankovky s papuánskými motivy jako papuánská libra, která byla jenom místní variantou australské libry.
- 1942 - 1945 Během 2. světové války zavedlo Japonsko ve svých nově získaných území v Pacifiku novou měnu oceánskou libru.
- 1945 - 1966 Po navrácení Papuy Nové Guineje pod australskou správu byla opět zavedena australská libra.
- 1966 - 1975 Roku 1966 byla australská libra nahrazena nově vzniklým australským dolarem.
- 1975 - dosud Ve stejný den, kdy získala Papua Nová Guinea nezávislost, zavedla svou novou národní měnu - kinu

## Mince a bankovky
Mince jsou vydávány v nominálních hodnotách 5, 10, 20, 50 toea a 1 kina. 

Bankovky mají hodnoty 2, 5, 10, 20, 50 a 100 kin.